# Toulaud
Toulaud is een gemeente in het Franse departement Ardèche (regio Auvergne-Rhône-Alpes). De plaats maakt deel uit van het arrondissement Tournon-sur-Rhône. Toulaud telde op 1 januari 2022 1.701 inwoners.

## Geografie
De oppervlakte van Toulaud bedroeg op 1 januari 2022 34,73 vierkante kilometer; de bevolkingsdichtheid was toen 49 inwoners per km².. De Mialan stroomt door de gemeente.
De onderstaande kaart toont de ligging van Toulaud met de belangrijkste infrastructuur en aangrenzende gemeenten.

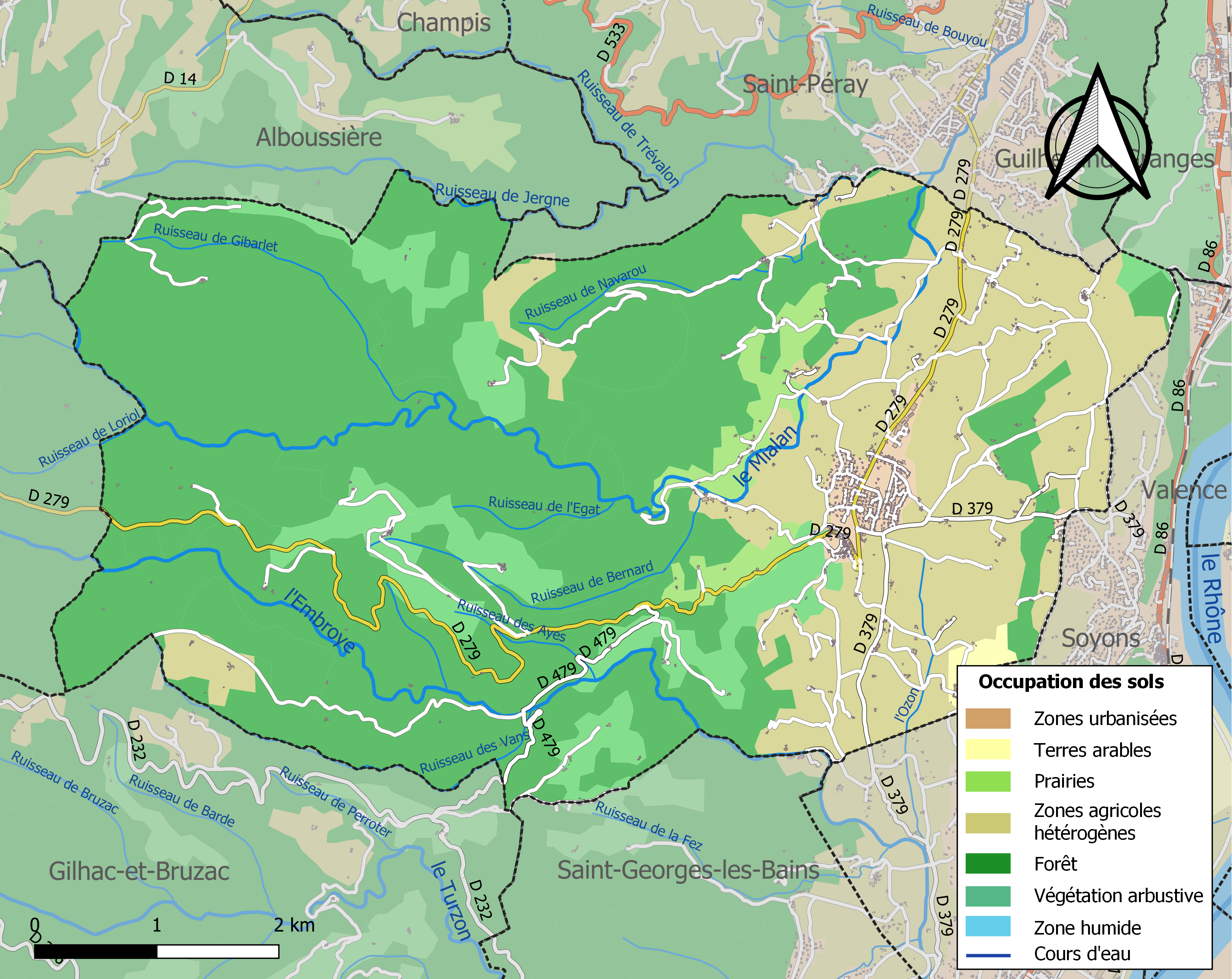

## Demografie
Onderstaande figuur toont het verloop van het inwonertal (bron: INSEE-tellingen).

Vanwege een beveiligingsprobleem met de MediaWiki Graph-software is het momenteel niet mogelijk deze grafiek weer te geven. Zodra de software is bijgewerkt zal de grafiek vanzelf weer zichtbaar worden.